# Dog (Half-Life)
Dog (a veces escrito como D0g o d0g) es un robot que aparece por primera vez en el juego Half-Life 2. El Dr. Eli Vance lo construyó hace una década para proteger a su hija, Alyx Vance cuando ella era joven. Al principio Dog era relativamente pequeño, como unos 4 pies de alto (1.22 metros), pero como Alyx añade en el juego su padre lo fue mejorando y añadiendo más piezas y hasta alcanzar unos 10 pies de alto (3.05 metros).

## Características
Dog es muy amigable, leal y tiene una personalidad hermosa. Si el jugador mira, mientras está inactivo, puede que lleve a cabo un baile. Dog es amistoso y juguetón y hace ruidos como zumbidos y chillidos, así como menos amigables cuando ruge provocado. El robot parece estar construido en gran parte de la chatarra, hidráulica y los cables, con lo que parece desguazado. Combina un escáner en la cabeza, a pesar de que tiene tres solapas mientras que los escáneres normalmente tienen cuatro. Tiene una excelente inteligencia artificial dentro del juego, incluso en la trama pues reconoce a Alyx y trata de protegerla siempre. Aparte, tiene un raro sentido del humor y suele llevar las cosas algo...extremas (En Black Mesa Este, casi le lanza a Gordon un cubo de basura mientras Gordon aprende a usar el Arma de Gravedad; y para que Alyx y Gordon entren a la Ciudadela y retrasen el estallido de su núcleo, Dog los lanza dentro de una furgoneta vacía pese al riesgo de caer al vacío).
El perro tiene un dispositivo de energía de punto cero muy parecido al arma de gravedad para recoger y tirar las cosas. Dog tiene una fuerza asombrosa, y puede resultar muy útil a través del curso de la historia, ya que puede arrojar objetos grandes (como vehículos) a los enemigos o ayudar a Gordon a alcanzar áreas que le sean inaccesibles. Dog parece ser totalmente invulnerable a cualquier daño producido durante el juego. Sin embargo, Dog no es invulnerable, simplemente se guarda una gran cantidad de salud para asegurarse de no morir en el juego. Es posible verle morir, pero esto sólo puede ser observado si el jugador utiliza la consola en una situación de combate que no suele verse en el juego. Su personalidad va cambiando en el juego; al inicio se ve como un personaje amigable pero duro, posteriormente en Episode 2 muestra tener estados de furia pues combate duramente contra un Strider al punto de reventarle el "cerebro" al Strider.
- Datos: Q1211818